# البحر الأثيوبي

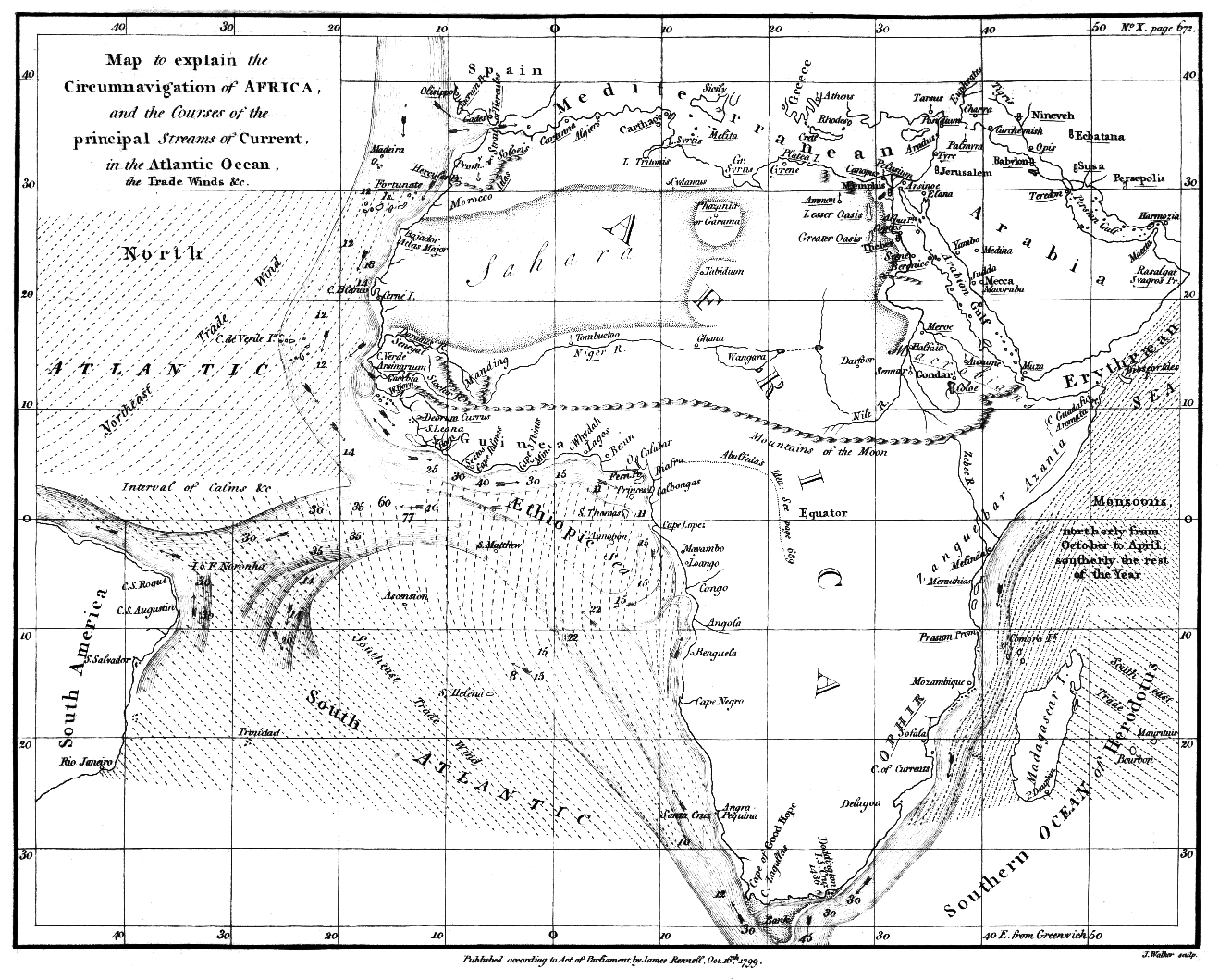
خريطة تبين البحر الأثيوبي في منطقة خليج غينيا. رسمها جيمس رونيل عام 1799.

البحر الأثيوبي (Æthiopicum Mare في اللغة اللاتينية) كان اسمًا أطلق على الجزء الجنوبي من المحيط الأطلسي في الأعمال الجغرافية الكلاسيكية من العصور القديمة إلى القرن التاسع عشر. وليس لهذا الاسم علاقة بإثيوبيا الحديثة، كما أصبح مهجورًا في الوقت الحاضر.

## معلومات تاريخية
ذكر المؤرخان اليونانيان، ديودورس وبالافاتوس، أن أسطورة غورغون عاشت في غورغادس، وهي جزر في البحر الأثيوبي. وكانت الجزيرة الرئيسية تسمى سيرنا، ووفقًا لـ هنري توماس ريلي، قد تكون هذه الجزر هي جزر الرأس الأخضر.
في خرائط القرن السادس عشر، تجد اسم المحيط الأطلسي الشمالي هو سينوس أوكسيدنتاليس (Sinus Occidentalis)، بينما تجد اسم المحيط الأطلسي الأوسط، وهو الجزء الجنوبي الغربي من ليبريا الآن، هو سينوس أتلانتيكوس (Sinus Atlanticus)، ويظهر المحيط الأطلسي الجنوبي باسم مير أثيوبيكوم (Mare Aethiopicum). وقد قسّم جون سيلر، في كتابه للخرائط أطلس ماريتيموس، المحيط الأطلسي لجزأين بواسطة خط الاستواء. وأطلق على الجزء الشمالي من المحيط الأطلسي اسم «مار ديل نورت أو بحر الشمال» والجزء الجنوبي اسم «أوشينوس إثيوبيكوس أو العواصف الأثيوبي». أما إدوارد رايت فلم يسم الجزء الشمالي من المحيط الأطلسي على الإطلاق، ولكن أطلق على الجزء جنوب خط الاستواء اسم «البحر الأثيوبي» في خريطة نشرت في عام 1683 بعد وفاته. واستخدم هذا الاسم نفسه في «خريطة جديدة للعالم» (1703) لـ جون ثورنتون
وقد أعطى عالم النبات، ويليام ألبرت سيتشل (1864–1943)، هذا الاسم للبحر الذي يحيط بجزر معينة قريبة من القارة القطبية الجنوبية.

## وصلات خارجية
- Transactions and Proceedings of the Royal Society of New Zealand 1868-1961
- Anais do Museu Paulista: História e Cultura Material - Do oceano dos clássicos aos mares dos impérios: transformações cartográficas do Atlântico sul
- “Tekeli-li” or Hollow Earth Lives: A Bibliography of Antarctic Fiction
- Pomponius Mela, de Chorographia Liber Primus